# Мархолиа, Роман Михайлович
Рома́н Миха́йлович Мархо́лиа (род. 5 февраля 1961, Ленинград) — российский театральный режиссёр, педагог, организатор международных проектов и фестивалей.

## Образование и карьера

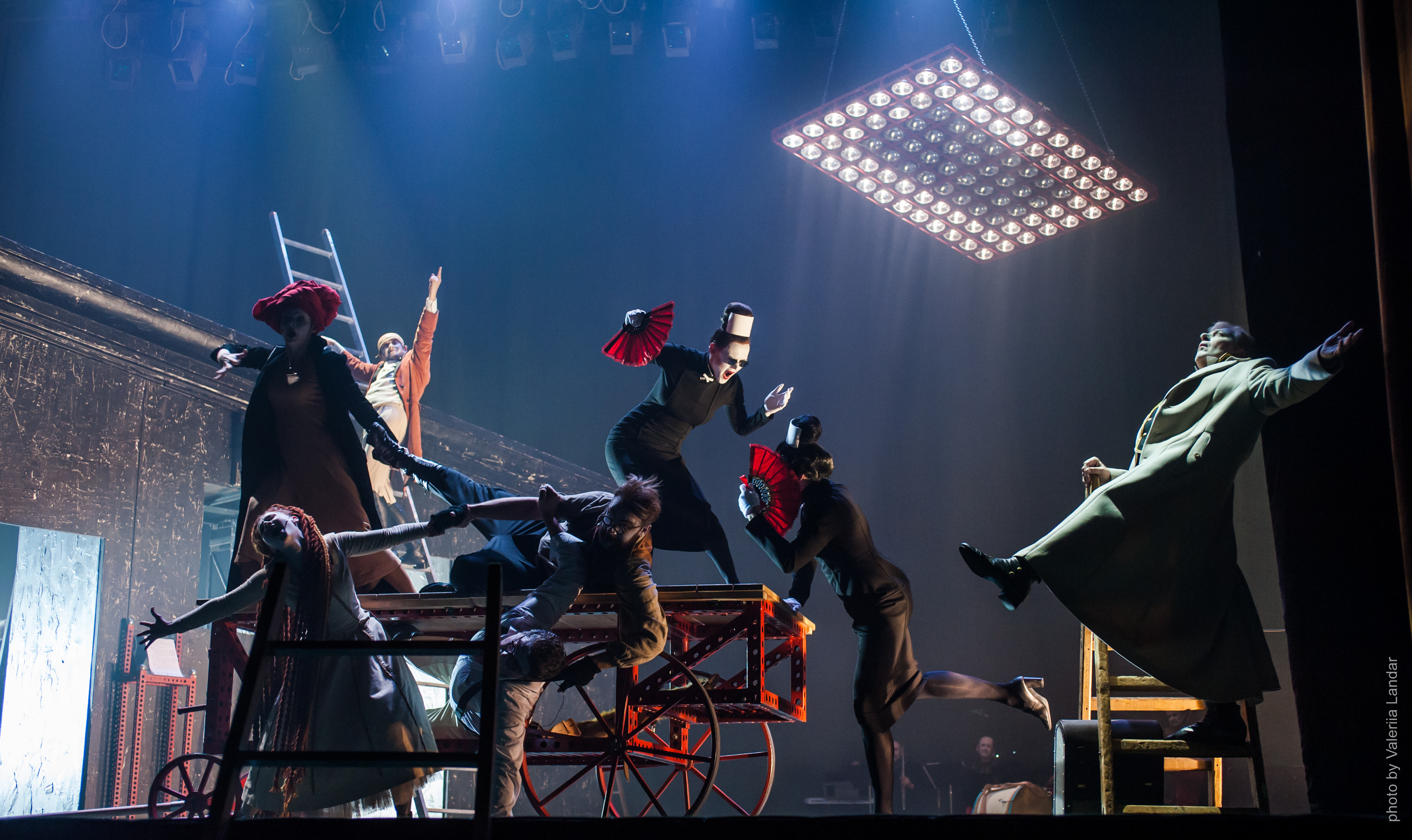
Спектакль «Разбитый кувшин» Г. Клейста, театр И. Франко

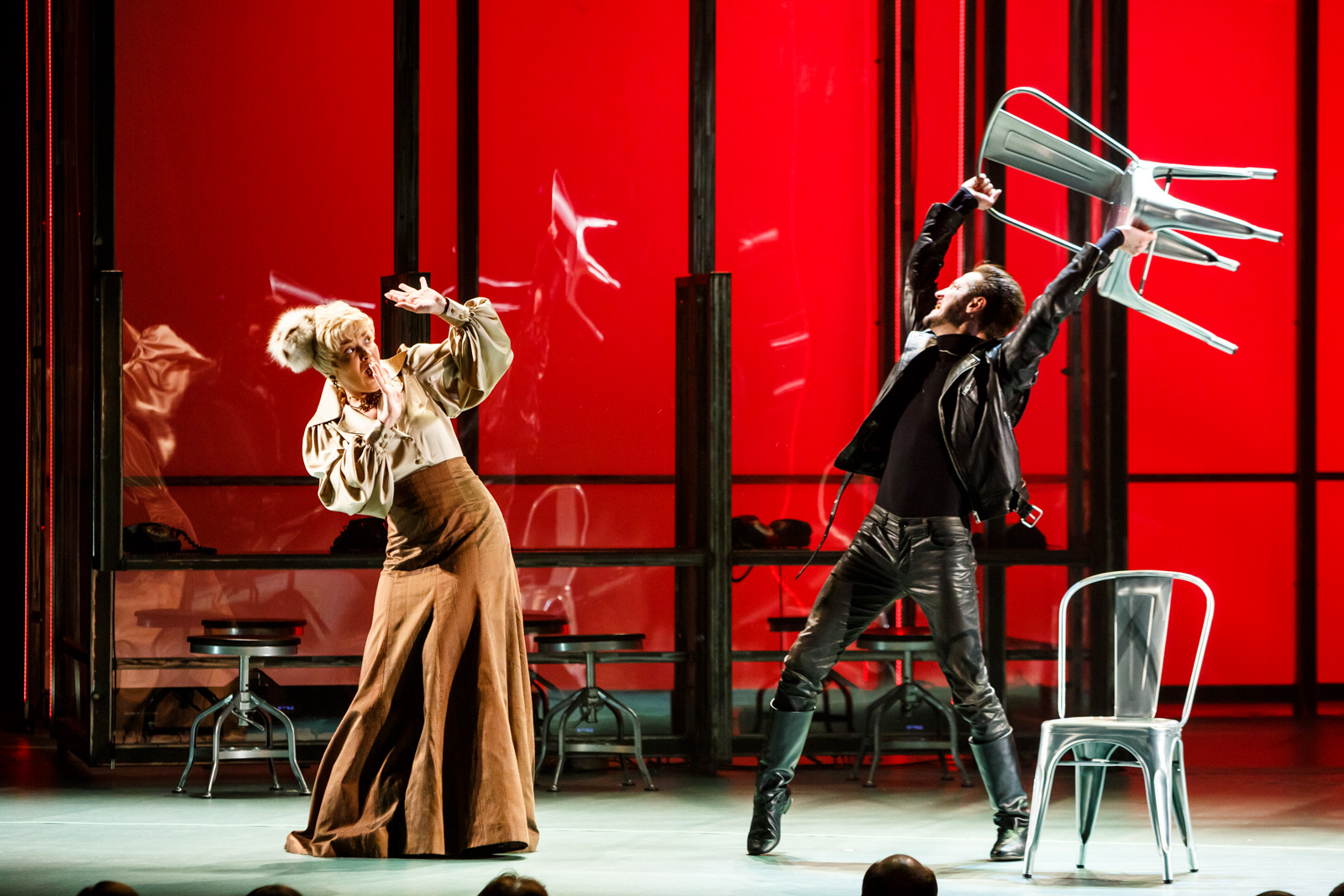
«Братья Карамазовы» по Ф. М. Достоевскому. Ярославский драматический театр им. Ф. Волкова

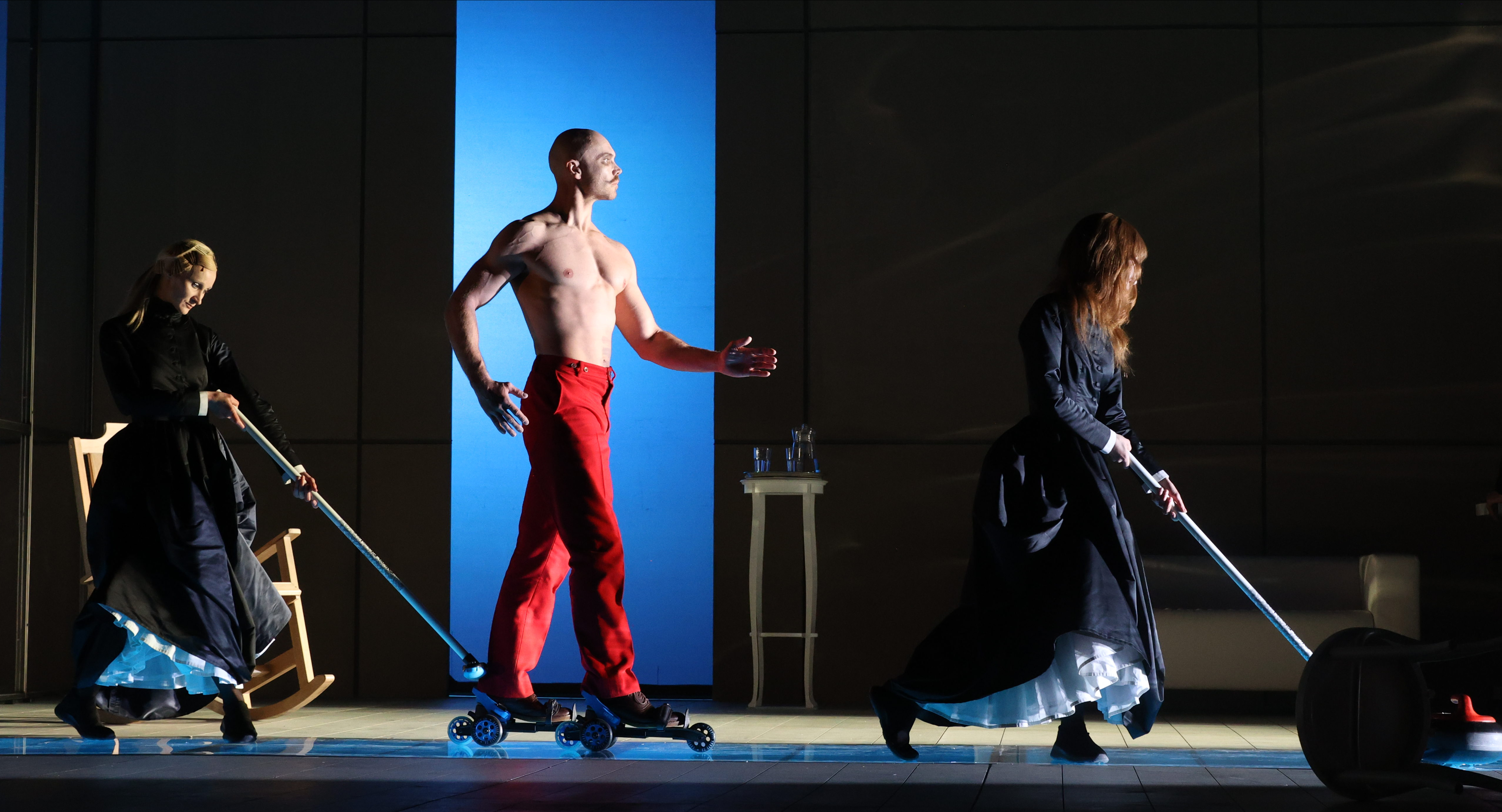
«Привидения» по Г. Ибсену, БДТ

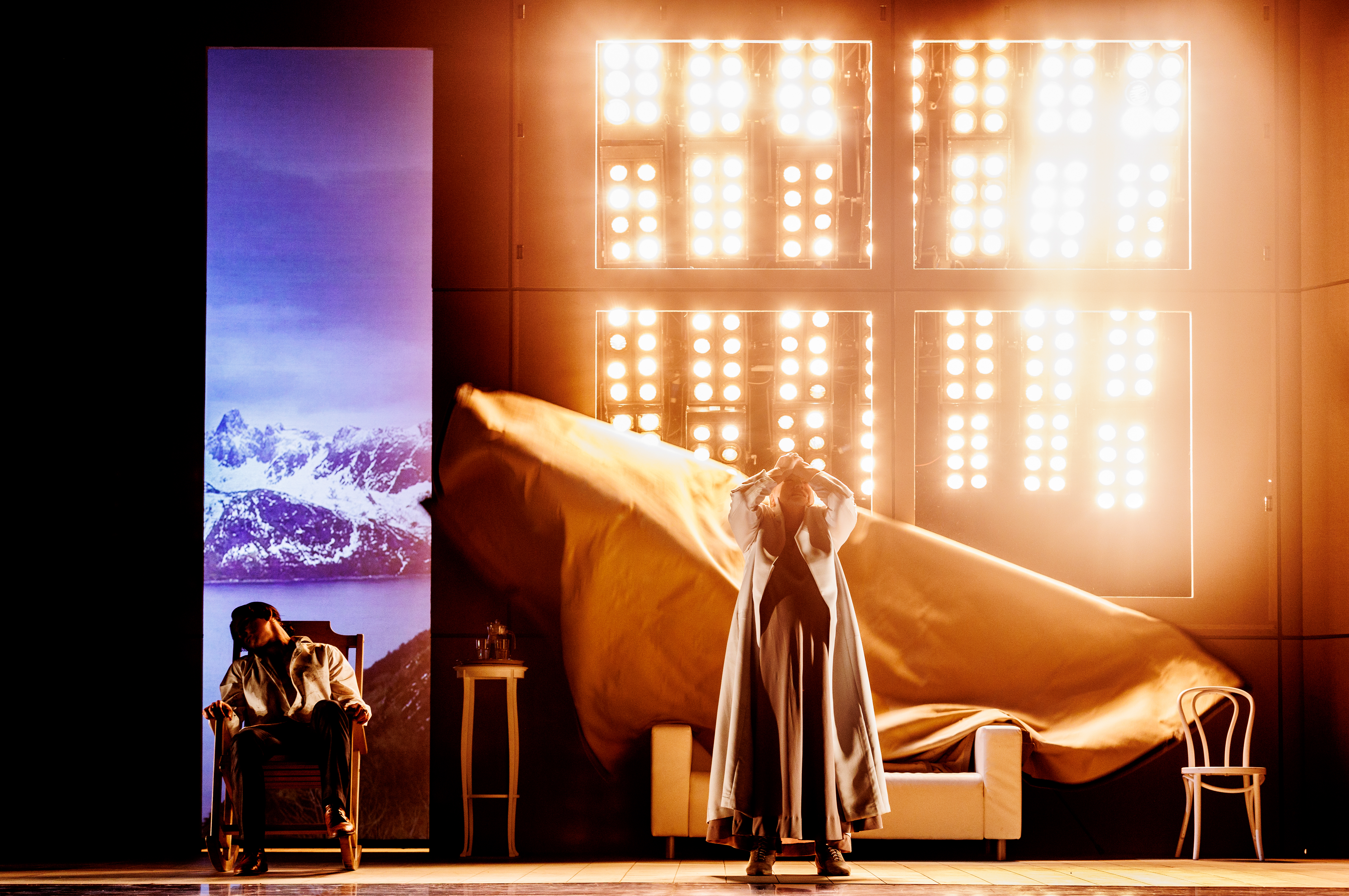
«Привидения» по Г. Ибсену, БДТ

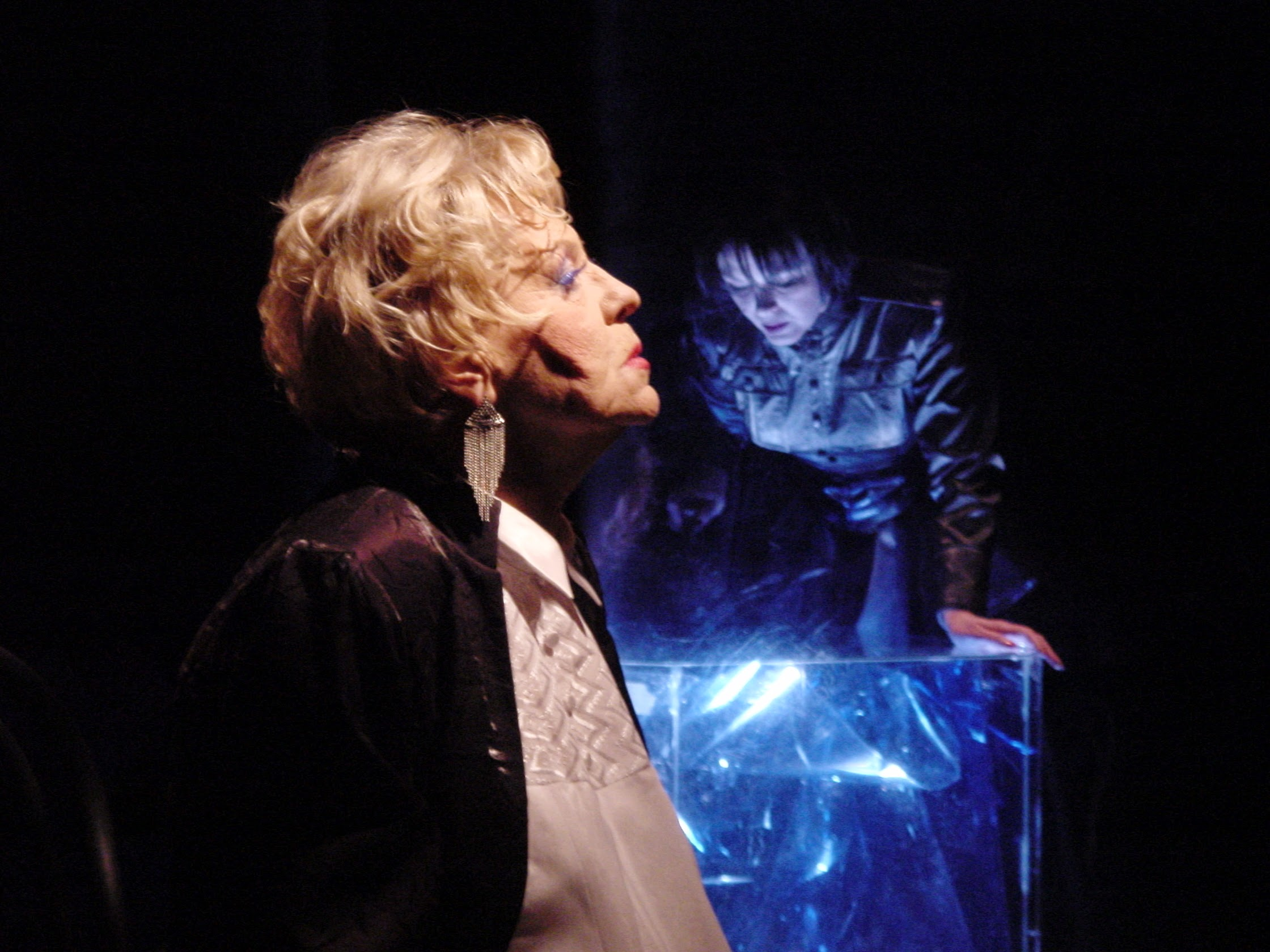
«Три высокие женщины» Э. Олби. Московский дом актёра

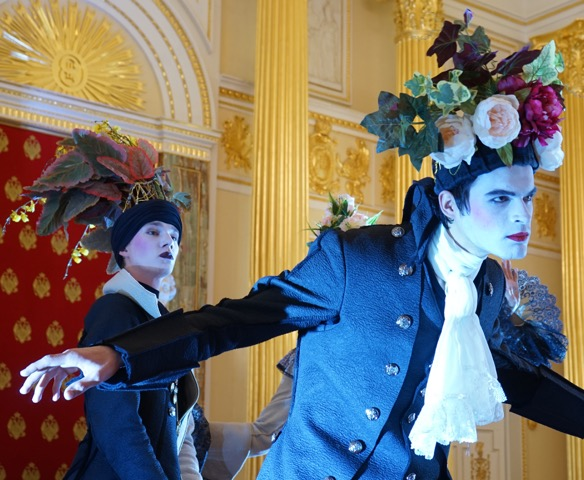
Опера-пастораль «Аминта» С. Гаврилова по Т. Тассо

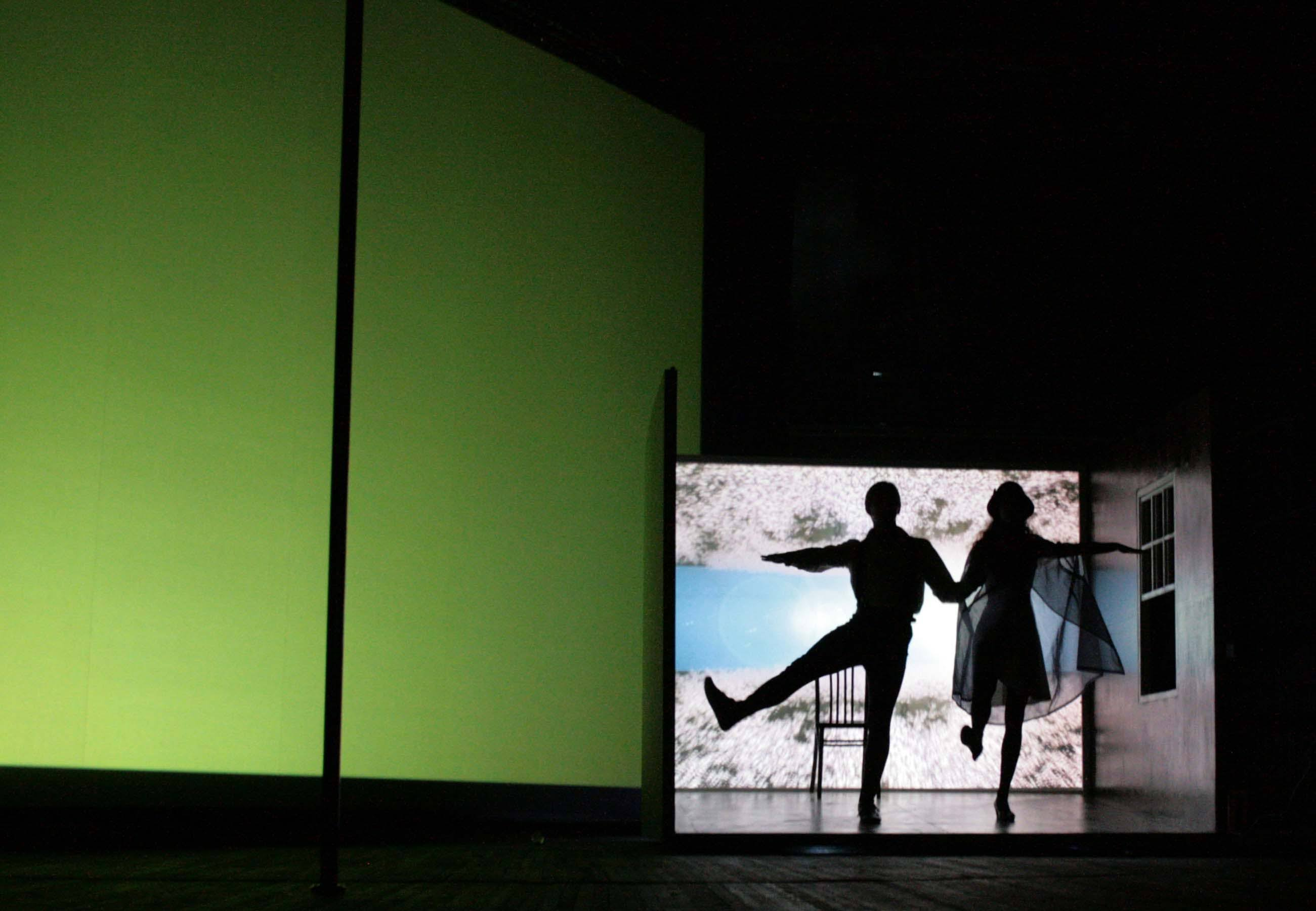
«Сон в летнюю ночь» У. Шекспир. Якутский русский драматический театр им. А. С. Пушкина

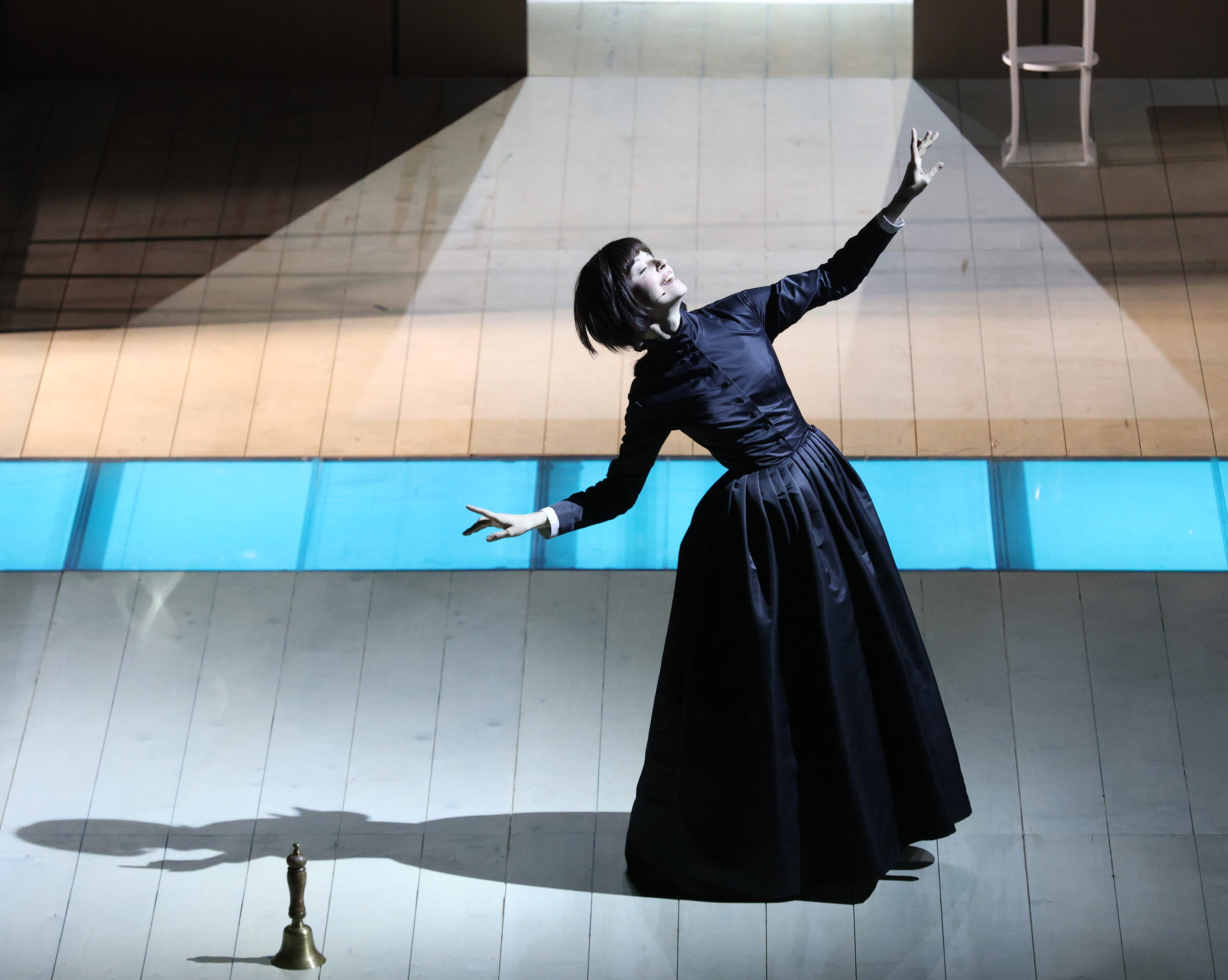
«Привидения» по Г. Ибсену, БДТ

Родился в Ленинграде в 1961 году. Отец Михаил Константинович Мархолиа (Кужба) — известный абхазский деятель культуры, режиссёр, основатель абхазского телевидения, абхазской киностудии. Мать Татьяна Павловна — физхимик, кандидат наук. Семья отца (Кужба) была в своё время репрессирована и выслана в Сибирь. Фамилия Мархолиа — фамилия приёмных родителей отца, к которым он попал в 6-месячном возрасте и благодаря которым он выжил, вырос и получил образование. После возвращения из ссылки родственники Кужба живут в Краснодарском крае и в Иордании. Брат Юрий Михайлович Мархолиа — российский телевизионный продюсер, режиссёр.
Роман Мархолиа школьные годы провел в Сухуми (Грузинская ССР), поступил в 18 лет на курс режиссёров драматического театра в ГИТИС им. А. В. Луначарского (Москва, РСФСР) к народному артисту СССР Иосифу Михайловичу Туманову. После смерти Иосифа Туманова руководство курса принимает на себя Анатолий Эфрос. Роман Мархолиа заканчивает ГИТИС с красным дипломом и уезжает во Львов, в театр Советской армии ПрикВО, где начинает свою профессиональную деятельность. Первая работа — спектакль «Сашка» по повести Кондратьева приносит ему «гран-при» на республиканском театральном фестивале и известность на Украине. После службы в армии в батальоне обслуживания Львовского политического училища продолжает работать в Театре Советской армии ПрикВО. Его спектакли участвуют во многих республиканских и всесоюзных театральных фестивалях. Становится членом лаборатории режиссёров и сценографов под руководством народного художника СССР Даниила Лидера.

### Работа в Севастополе
В 1987 году по приглашению Владимира Петрова переезжает в Севастополь, где начинается новый этап его карьеры — сначала как режиссёра, а затем руководителя театра. В 27 лет он становится главным режиссёром Севастопольского русского драматического театра им. А. В. Луначарского, самым молодым в стране главным режиссёром на тот момент.
С 1989 по 1994 год при поддержке министерств культуры СССР, России и Украины, международных фондов, театральных и творческих союзов нескольких стран Роман Мархолиа организовывает в Севастополе международный театральный фестиваль «Херсонесские игры», который становится знаковым местом встреч множества молодых театральных деятелей России, стран СНГ и ближнего зарубежья времён перестройки. На фестивале «Херсонесские игры» заявили о себе такие режиссёры, как Сергей Женовач, Андрей Жолдак, Ходжакули Овлякули, Евгений Каменькович, Дмитрий Богомазов, Андрей Житинкин, Игорь Ларин и многие другие.
Творческие перемены в театре, бурная фестивальная деятельность и широкий общественный резонанс неоднозначно воспринимается консервативной частью труппы и в 1994 году по настоянию партийной организации, оставшейся от КПСС, и при поддержке городского управления культуры в театре сокращают должность главного режиссёра и руководство театра переходит к секретарю партийной организации — директору театра М. Кондратенко.

### Работа в Санкт-Петербурге
Роман Мархолиа уезжает в Санкт-Петербург. Ставит спектакли в Театре Комиссаржевской, Театре на Литейном, Балтийском доме, преподаёт на курсе актёров под руководством Андрея Толубеева ЛГИТМиКа при БДТ им. Г. А. Товстоногова, ставит спектакли в Риге, Вильнюсе, Ярославле, Красноярске. Принимает участие в международных театральных фестивалях России и Европы. Проводит мастер-классы для актёров в Бристоле (Великобритания). Стажируется в США. Заканчивает курсы европейского театрального менеджмента Амстердамского университета (1996−1998 гг.).

### Москва, Санкт-Петербург, Ярославль, Киев
В 2000 году возвращается в Москву и начинает активно сотрудничать с телевидением. Снимает для телеканала «Культура» телевизионные спектакли, фильмы (также авторские проекты выходили на телеканалах ОРТ и ТВЦ). Его проекты номинируются на премию «ТЭФИ». В 2003 г. в постановке Романа Мархолиа в спектакле «Квартет» Р. Харвуда впервые выходит на театральную сцену Барбара Брыльска, её партнёрами выступают Светлана Крючкова, Кахи Кавсадзе, Игорь Дмитриев.
В 2004 году Роман Мархолиа сотрудничает в качестве режиссера-ассистента с Эдинбургским театральным фестивалем в постановке П. Штайна «Чайка» А. П. Чехова. Принимает активное участие в организации и деятельности «Театра простодушных» Игоря Неупокоева. Ставит спектакль «Покрывало Пьеретты» с международной командой участников и широко гастролирует с ним в России и Европе. С 2006 по 2010 г. проводит совместно с Себастьяном Кайзером в Севастополе на бывших фортификационных объектах фестиваль современного искусства и мультимедиа «Балаклавская Одиссея».
С 2007 по 2009 год Роман Мархолиа — художественный руководитель Ярославского ТЮЗа. Ставит спектакли «Светит, да не греет» Островского, «Три сестры» Чехова.
В 2009 году готовит специальный проект к юбилею Президентского полка в Георгиевском зале Кремля «Георгиевская ассамблея» с участием народной артистки РСФСР Аллы Демидовой. Принимает приглашение стать главным режиссёром международного военно-музыкального фестиваля «Спасская башня» (2010—2012 гг.).
С 2010 по 2014 гг. организует Севастопольский международный фестиваль искусств «Война и мир». Фестиваль собирает в Севастополе военные оркестры России, Украины, Германии, Франции, Польши, Алжира, Белоруссии, Греции и других стран. В программе фестиваля помимо военной музыки оперные спектакли под открытым небом, кинопрограмма, фотовыставки, спектакли фестиваля «Золотая маска». Фестиваль «Война и мир» обретает популярность в Севастополе и становится его летним «культурным брендом».
С 2014 года по настоящее время ставит спектакли на сцене БДТ им. Г. А. Товстоногова, Ярославского театра им. Ф. Волкова, Украинского национального театра им. И. Франко, Национального чеченского театра им. Х. Нурадилова, Севастопольского академического русского драматического театра им. А. В. Луначарского. Совместно с народной артисткой России Светланой Крючковой руководит лабораторией актёров при СТД РФ, проводит мастер-классы актёрского мастерства в программах СТД РФ.

## Проекты

### Постановки
- 1982 г. «Красная шапочка» Е. Шварца. Сухумский ТЮЗ. Художник Ирина Ткаченко.
- 1983 г. «Сашка» В. Кондратьева. Львовский театр Советской армии ПриКВО. Художник Людмила Боярская.
- 1984 г. «Старинные русские водевили». Львовский театр Советской армии ПриКВО. Художник Людмила Боярская.
- 1984 г. «Три сестры», А. П. Чехов. Львовский Театр Советской армии ПриКВО. Художник Людмила Боярская.
- 1985 г. «Счастье моё», А. Червинский. Львовский театр Советской армии ПриКВО. Художник Людмила Боярская.
- 1985 г. «Пока все дома», М. Розовский. Львовский театр молодежи.
- 1986 г. «Оранжевое небо» Климентьева. Художник Ирина Нирод.
- 1987 г. «Наш городок» Т. Уальдера. Севастопольский русский драматический театр им. А. В. Луначарского. Художник Ирина Нирод.
- 1988 г. «Гарольд и Мод», Хиггинс и Каррьер. Севастопольский русский драматический театр им. А. В. Луначарского. Художник Ирина Нирод.
- 1989 г. «Рождественский обед», Т. Уильямс, Т. Уальдер. Севастопольский русский драматический театр им. А. В. Луначарского. Художник Ирина Нирод.
- 1989 г. «Тряпичная кукла» У. Гибсон. Севастопольский русский драматический театр им. А. В. Луначарского. Художник Ирина Нирод. Композитор Игорь Краев.
- 1990 г. «Кандид» Бернстайн, Вольтер. Севастопольский русский драматический театр им. А. В. Луначарского. Художник Ирина Нирод.
- 1991 г. «Лавидж», П. Шеффер. Севастопольский русский драматический театр им. А. В. Луначарского. Сценография Владимира Карашевского. Костюмы Наталии Рудюк.
- 1992 г. «Ложные признания» П. Мариво. Севастопольский русский драматический театр им. А. В. Луначарского. Художник Ирина Нирод.
- 1993 г. «Молочный фургон не останавливается больше здесь», Т. Уильямс. Художник Ирина Нирод.
- 1994 г. «Лупату Анна», У. Гибсон. Рижский ТЮЗ. Художник Ирина Нирод. Композитор Игорь Краев.
- 1995 г. «Фортуна», М. Цветаева. Санкт Петербургский театр им. В. Ф. Комиссаржевской.
- 1996 г. «Сон в летнюю ночь» У. Шекспир. Дипломный спектакль студентов курса А. Ю. Толубеева. Репетиционная сцена БДТ, пространство Академии художеств им. В. Мухиной, Международный театральный фестиваль в Сибиу (Румыния). Художник Вера Мохова. Пластика Петр Ефимов. Музыкальный руководитель Николай Морозов.
- 1997 г. «Дубровский» по А. С. Пушкину. Московский театр им. А. С. Пушкина. Художник Ирина Нирод. Композитор Николай Морозов.
- 1999 г. «Капитанская дочка» по А. С. Пушкину. Красноярский драматический театр им. А. С. Пушкина. Художник Ирина Нирод. Композитор Николай Морозов.
- 2000 г. «Повесть о Капитане копейкине» по Н. Гоголю. Театр Простодушных Москва. Телеспектакль.
- 2001 г. «Покрывало Пьеретты» Шницлер. Художник В. Мохова. Композитор Николай Морозов. Пластика Петр Ефимов.
- 2002 г. «Три высокие женщины» Э. Олби. Московский дом актёра. Художник Ирина Нирод.
- 2003 г. «Квартет» Харвуд. Антреприза «Белая полоса» на сцене «Центра оперного пения Галины Вишневской».
- 2004 г. «Феникс» М. Цветаева. Художник Ирина Нирод. С участием Аллы Демидовой. Антреприза. (Не завершено)
- 2005 г. «Лавидж» П. Шеффер. Санкт Петербургский театр на Литейном. Сценография Владимир Карашевский. Костюмы Наталии Рудюк.
- 2007 г. «Светит, да не греет» А. Н. Островский. Ярославский ТЮЗ. Художник Владимир Ковальчук. Композитор Николай Морозов.
- 2008 г. «Три сестры» А. П. Чехов. Ярославский ТЮЗ. Художник Ирина Нирод. Композитор Николай Морозов.
- 2008 г. «Венецианский купец» У. Шекспир. Русский драматический театр Литвы. Сценография Владимир Ковальчук. Художник по костюмам Фагиля Сельская. Композитор Николай Морозов.
- 2009 г. «Песни западных славян» Пушкин, Мюссе. Ярославский ТЮЗ. Композитор Николай Морозов. (Не завершено)
- 2009 г. «Разбитый кувшин» Клейст. Ярославский ТЮЗ. Композитор Николай Морозов. (Не завершено)
- 2010 г. «Сон в летнюю ночь» У. Шекспир. Якутский русский драматический театр им. А. С. Пушкина. Художник Владимир Ковальчук.
- 2014 г. «Живой труп» Л. Н. Толстой. Национальный украинский театр им. Ивана Франко. Сценография Владимир Ковальчук. Костюмы Наталия Рудюк.
- 2015 г. «Игрок» Ф. М. Достоевский. БДТ им. Г. А. Товстоногова. Сценография Владимир Ковальчук. Костюмы Фагиля Сельская.
- 2017 г. «Разбитый кувшин» Клейст. Национальный украинский театр им. Ивана Франко. Сценография Владимир Ковальчук. Костюмы Наталия Рудюк.
- 2017 г. Опера-пастораль «Аминта» Сергея Гаврилова по Т. Тассо. Колледж музыкально-театрального искусства им. Г. П. Вишневской, Театр Гонзаго (усадьба Архангельское), Фестиваль «Премия Горького», программа «Русские сезоны в Италии» (Сорренто, Италия). Художник Фагиля Сельская. Продюсер Андрей Семак. При поддержке Фонда Черномырдина, Фонда развития социальных программ Елены Ростропович.
- 2018 г. «Братья Карамазовы» по Ф. М. Достоевскому. Ярославский драматический театр им. Ф. Волкова. Сценография Владимир Ковальчук. Костюмы Фагиля Сельская. Пластика Антон Косов.
- 2019 г. «Жизнь впереди» Э. Ажар. БДТ им. Г. А. Товстоногова. Сценография Владимир Ковальчук. Костюмы Фагиля Сельская. Пластика Антон Косов.
- 2020 г. «Пиковая дама» по А. С. Пушкину. Севастопольский русский академический драматический театр им. А. В. Луначарского. Художник Фагиля Сельская. Пластика Антон Косов.
- 2021 г. «Отелло» У. Шекспир. Чеченский национальный драматический театр им. Х. Нурадилова[18]. Сценография Владимир Ковальчук. Костюмы Фагиля Сельская. Пластика Антон Косов.
- 2022 г. «Привидения» Г. Ибсен. БДТ им. Г. А. Товстоногова. Сценография Владимир Ковальчук. Костюмы Фагиля Сельская. Пластика Антон Косов.
- 2022 г. «Демон» (по М. Ю. Лермонтову)[19]. Летний театр Романа Мархолиа. Художник Фагиля Сельская.

### Авторские проекты и фестивали
- Севастопольский международный фестиваль искусств «Война и Мир» 2010—2014 гг. Генеральный директор и художественный руководитель. Директор — Ирина Константинова. Административный директор — Андрей Семак.
- Московский военно-музыкальный фестиваль «Спасская башня» — художественный руководитель и режиссёр-постановщик (2010—2012 гг.).
- Международный Фестиваль современного искусства «Балаклавская Одиссея», Севастополь, 2006 г., 2010 г. — организатор.
- Эдинбургский театральный фестиваль. Международный проект «Чайка» по пьесе А. П. Чехова. Постановка П. Штайна. Эдинбург-Рига. Приглашенный режиссёр.
- Международный театральный фестиваль «Херсонесские игры», 1990—1994 гг. Руководитель фестиваля.

### Педагогическая деятельность
- Мастер-классы по актёрскому мастерству в рамках проекта СТД РФ 2016—2021 гг. (Владивосток, Грозный, Санкт-Петербург, Москва и др.)
- Педагог лаборатории актёров СТД под руководством Светланы Крючковой 2017—2021 гг.
- Старший педагог на курсе актёров драмы СПбГАТИ при БДТ им. Г. А. Товстоногова. Руководитель курса — Андрей Толубеев 2000—2004 гг.
- Бристоль, Великобритания. Мастер-класс «Биомеханика и „Ревизор“ Гоголя» 1995 г.

### Переводы с английского
Роман Мархолиа является автором переводов с английского языка на русский следующих пьес:
- Трейси Летти «Август. Графство Осейдж»;
- Теннеси Уильямс «Исповедальня»;
- Эдвард Олби «Три высокие женщины»;
- Эдвард Олби «Коза или кто такая Сильвия»;
- Эдвард Олби «Американская мечта»;
- Стефан Маллатрат «Женщина в черном»;
- Мэри Джонс «Камни в его карманах»;
- Рональд Харвуд «Квартет»;
- Сара Кейн «Подорванные»;
- Уильям Стайрон «Венерический корпус»;
- Ник Уэйн «Созвездия»;
- Фрэнк МакГиннес «Тот, кто присмотрит за мной»;
- Дуг Райт «Я — моя собственная жена».

### Инсценировки
- «Дубровский» по повести А. С. Пушкина
- «Капитанская дочка» по роману А. С. Пушкина
- «Пиковая дама» по повести А. С. Пушкина
- «Повесть о капитане Копейкине» по Н. В. Гоголю
- «Жизнь впереди» по роману Э. Ажара
- «Братья Карамазовы» по роману Ф. М. Достоевского

## Призы, награды и номинации
- Гран-при Украинского республиканского театрального фестиваля в г. Сумы («Сашка» Кондратьев) 1983 г.;
- Гран-при фестиваля «Золотой лев» 1996 г. («Рождественский обед» Т. Уайлдера);
- Премия губернатора Красноярска за лучший спектакль сезона 1999—2000 («Капитанская дочка» Пушкина)[21];
- Номинации на ТЭФИ за лучшую режиссуру (2003 г.) (телевизионные фильмы «Покрывало Пьеретты», «Повесть о капитане Копейкине»);
- Номинация «Киевская пектораль» за лучший спектакль, лучшую режиссуру, сценографию 2014 г. («Живой труп» Л. Толстого);
- Премия города Севастополя за лучший спектакль сезона 2020—2021 («Пиковая дама» Пушкина).

## Рецензии

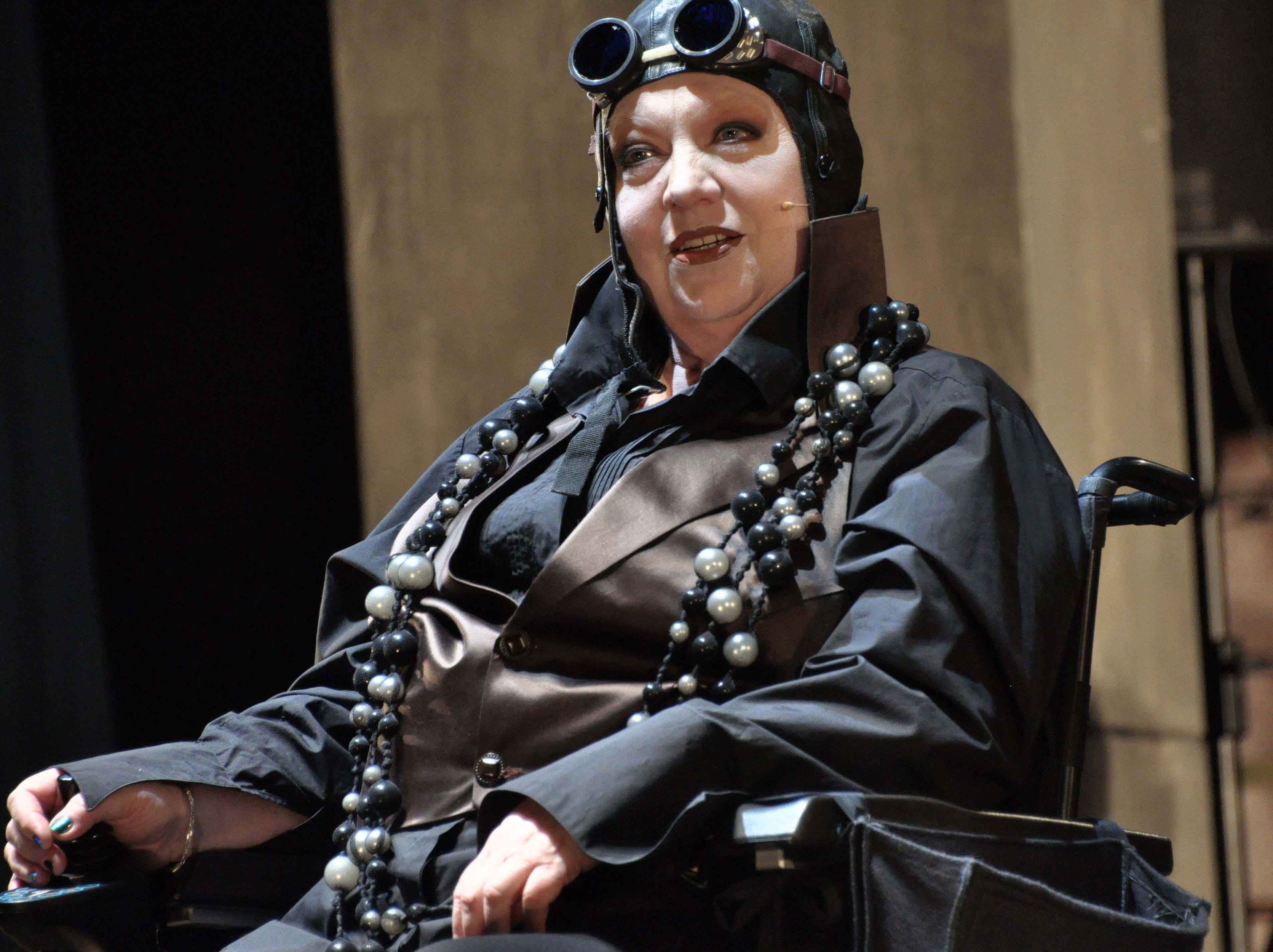
БДТ им. Товстоногова, спектакль «Игрок» по Достоевскому

Сайт «Театрал», рецензия на спектакль «Игрок» по Достоевскому в БДТ им. Товстоногова: «Светлана Крючкова произвела фурор на бенефисной премьере „Игрока“ в БДТ. У этого спектакля есть одно важное свойство. Он поставлен без оглядки на великое прошлое БДТ, без страха обидеть патриархов, оскорбить публику, без замаха воскресить дух Товстоногова или, боже упаси, его переплюнуть. Это просто спектакль — свободный, современный, очень озорной и не лишенный остроумия. Страсть актрисы к театральной игре оказывается сильнее идейных позиций и клановых предпочтений. Ей хочется делать на сцене то, чего она не делала раньше. Она живая и хочет играть в живом».

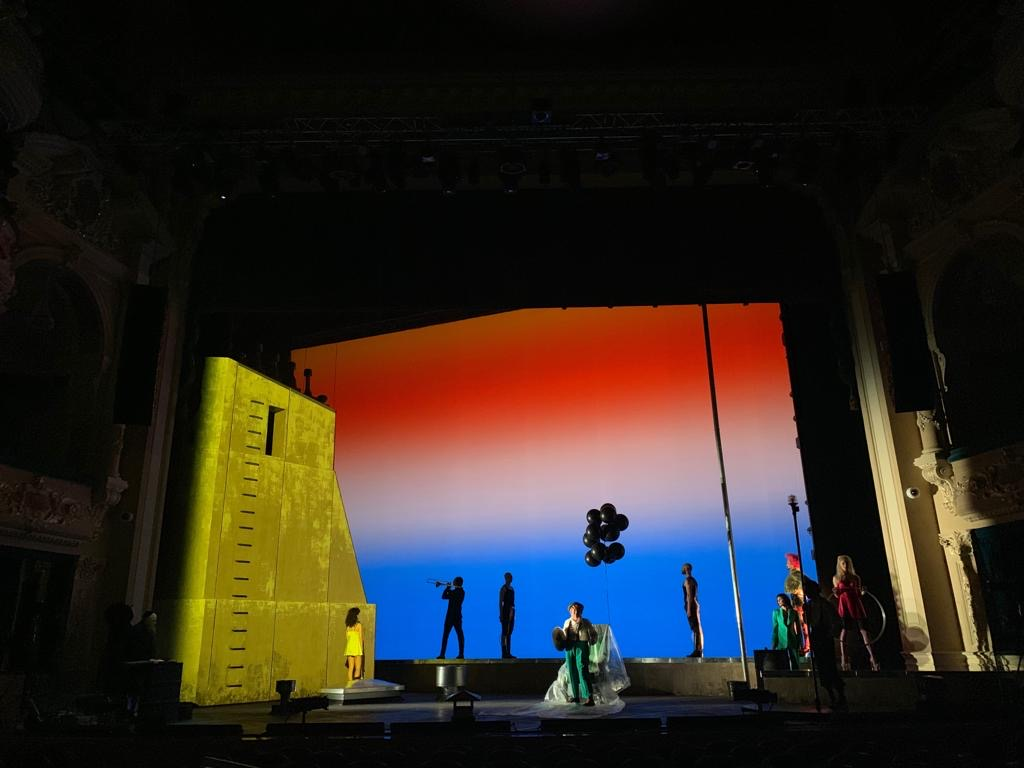
БДТ им. Товстоногова, спектакль «Жизнь впереди» по Э. Ажару

Рецензии на спектакль «Жизнь впереди» по Э. Ажару в БДТ им. Товстоногова. Сайт «Тетрал»: «Роман Мархолиа всегда был самобытен, учась у мастеров, одним из которых был Анатолий Эфрос. В спектакле „Жизнь впереди“ — все понятно, страшно, высоко и пронзительно как в античной трагедии, как в классических постановках Эфроса. Мадам Роза и Момо — неожиданно интенсивный, пронзительный и глубокий дуэт Светланы Крючковой и Ивана Федорука в новом спектакле Романа Мархолиа. Созданы объемные, мифологически-бытийные образы: мать мира — дитя, посланное в мир. Выявляются сокровенные смыслы жизни в согласии с ветхозаветными текстами. И если доподлинно таким уровнем сценического размышления виртуозно владеет Светлана Крючкова, то артист Иван Федорук — нежданное открытие спектакля, важная часть его фундамента и нерв». Сайт «Интерресант»: «После просмотра спектакля „Жизнь впереди“ уже сложно представить, что эту роль мог бы сыграть кто-то другой. Кажется, весь свой жизненный и профессиональный опыт Крючкова вложила в этот образ — трагический, комический, разный. Как и любая жизнь».
«Академия», рецензия на спектакль театра им. Ф. Волкова «Братья Карамазовы» по Ф. Достоевскому: «Режиссер Роман Мархолиа, работа художника-сценографа и художника по свету Владимира Ковальчука, художника по костюмам Фагили Сельской, хореографа Антона Косова, блестящая игра актеров Волковского разорвали шаблон литературных, театральных и кинематографических стереотипов восприятия последнего романа Достоевского, сломали и переупаковали „Братьев Карамазовых“, выделили новые точки современности. Игра актеров обозначает кульминацию ключевого психологического конфликта спектакля — о том, что нечаянно брошенные слова, необдуманные поступки, „вольные и невольные прегрешения“ живут своей жизнью, резонируют и вмешиваются в жизнь других людей, и тщетно пытаться управлять этим резонансом. Оказывается, Федор Михайлович и об этом уже сказал, а за шелухой лет мы и подзабыли».
«Известия в Украине», рецензия на спектакль «Живой труп» Л. Толстого в Национальном драматическом театре им. И. Франко., Украина: «Все участники драмы люди, в общем-то хорошие, совестливые и страдающие. Но запутавшиеся в снедающих человеческий род страстях и принесшие жертвы не на тот алтарь. Единственным мерилом и критерием в этой многосложной драме, как и в жизни в целом могут быть только христианские заповеди. И Мархолиа их вынес над действием как цитату крупным шрифтом над текущим текстом. Вывернул их изнутри драмы наружу – для тех, кто будет смотреть и слушать. И этот прием вынуждает включиться, в очередной раз задаться рядом вопросов, на которые обычно люди отвечают всю жизнь».
Рецензии на спектакль «Разбитый кувшин» Г. Клейста в Национальном драматическом театре им. И. Франко, Украина. Сайт Teatre: «Разбитый кувшин» театра Франко получился высотой в «три неба»: он одновременно о грехопадении библейских предков, о не избегнувших той же участи героях Кляйста, и о нас с вами, собирающих на свою голову те же угли. Спектакль неожиданно получился о горшке и Горшечнике, о человечестве и Божестве, о потерянном рае и отчаянной попытке разглядеть к нему узкий путь, не ошибившись в выборе на распутьях широких дорог». Сайт «Украинский театр»: «Известный российский режиссер Роман Мархолиа, которого называют блуждающим форвардом, поставил на нашей сцене необыкновенно красивый спектакль «Разбитый кувшин», которому, кажется, тесно в рамках театральной сцены, и он выплескивается в зал, чтобы потом карнавальным шествием кружить по разукрашено - измененному Киеву и звучать речитативом: «Обломки остались от кувшина, лучшего из кувшинов, в этой дыре, где только дыра и пусто...».